# Eva Hauptmann
Eva Hauptmann, Geburtsname Eva Bernstein, (* 9. November 1894 in München; † 23. September 1986 in Würzburg) war eine deutsche Geigerin und Hochschullehrerin.

## Leben und Wirken
Hauptmann, geborene Bernstein, wurde als Tochter der Schriftstellerin, Schauspielerin und Librettistin Elsa Bernstein (1866–1949, geb. Porges) und des Juristen, Theaterkritikers und Autors Max Bernstein (1854–1925) in München geboren. Ihre Eltern führten hier einen sonntäglichen Salon, bei dem sich zahlreiche bekannte Künstlerpersönlichkeiten einfanden. Dazu gehörten die Schriftsteller Thomas Mann und Rainer Maria Rilke und die Musiker Hermann Levi oder Richard Strauss. Die Familie hatte eine enge Beziehung nach Bayreuth, da sich Heinrich Porges, ihr Großvater mütterlicherseits, als Musikdirektor für die Verbreitung der Werke von Richard Wagner eingesetzt hatte.
Eva Bernstein wurde von einem Privatlehrer, dem Gymnasiallehrer Hans Mertel, unterrichtet und erzogen und hat keine öffentliche Schule besucht. Zu ihrem Unterricht gehörte auch die musikalische Ausbildung mit Klavier- und Geigenunterricht. Im Alter von 10 bis 16 Jahren wurde sie unter anderem von Heinrich Kaspar Schmid von der Münchner Akademie der Tonkunst unterwiesen. Sie begann schon in jungen Jahren, Gedichte zu schreiben, und war auch zeichnerisch begabt.
Ihre Mutter zog sich im Jahr 1910 aus dem Berufsleben als Librettistin zurück, um sich der Erziehung ihrer begabten Tochter zu widmen. Beide zogen nach Wien, wo Eva bei Otakar Ševčík an der Akademie für Musik und darstellende Kunst in Wien ein Violinstudium begann. Den theoretischen Unterricht erhielt sie bei Richard Stöhr und die Unterweisungen in Kammermusik erhielt sie von Arnold Rosé. Gemeinsam mit ihrer Mutter wechselte sie 1912 nach Paris, um ihre Ausbildung bei Jules Boucherit (Violine) und Nadia Boulanger (Musiktheorie) fortzusetzen. 1915 erhielt sie bei Carl Flesch in Berlin weiteren Unterricht, dessen Etüdenwerke sie später für ihren eigenen Geigenunterricht nutzte.
Bereits im Alter von 14 Jahren war sie das erste Mal öffentlich in Konzerten aufgetreten. Sie begab sich auf Konzertreisen nach Österreich, in die Schweiz, nach Schweden und Belgien und hatte dabei Auftritte mit namhaften Dirigenten wie Wilhelm Furtwängler, Arthur Nikisch oder Felix Weingartner. Gemeinsam mit Bruno Walter trat sie 1917 im Münchner Odeon bei einem Kammermusikabend auf.
1918 lernte sie in Bayreuth Klaus Hauptmann (1889–1967), den Sohn von Gerhart Hauptmann (1862–1946), kennen, den sie im Jahr 1919 heiratete. Im darauffolgenden Jahr wurde ihr Sohn Michael und 1922 ihre Tochter Barbara geboren. Als Familie lebten sie von da an zunächst im Allgäu. Eva Hauptmann trat nicht mehr in Konzerten auf, musizierte jedoch im kirchlichen Rahmen oder im Freundeskreis, wobei sie sich selbst am Klavier bei selbstgeschriebenen Couplets begleitete. Den Umzug nach Hamburg machten sie, als ihr Ehemann eine Tätigkeit in Hamburg antrat. Sie selbst begann ein Jahr später eine Lehrtätigkeit am Vogtschen Konservatorium. Dafür legte sie im Dezember 1927 die Staatliche Prüfung als Geigenlehrerin ab und gründete ein Kammerorchester, das sie vom Cembalo oder Klavier aus leitete. 1929 trat sie bei den Volkskonzerten des Philharmonischen Orchesters in Hamburg mit dem Violinkonzert von Felix Mendelssohn Bartholdy auf und gab gemeinsam mit dem Pianisten Conrad Hansen und der Pianistin Vera Cassirer Konzerte.

### Berufseinschränkung im „Dritten Reich“
Da Eva Hauptmann einer assimilierten jüdischen Familie entstammte, nutzte es ihr wenig, dass sie evangelisch getauft war. Trotz Fürsprache und zahlreicher Kontakte wie zu Winifred Wagner oder Heinrich Kaspar Schmid, der in einem Brief vom 8. September 1935 an Peter Raabe, den Präsidenten der Reichsmusikkammer, auf ihre „deutsche Gesinnung“ hingewiesen hatte, wurde sie am 22. August 1935 (nach § 10 der „Ersten Durchführungsverordnung des Reichskulturkammergesetzes“ aufgrund ihrer jüdischen Herkunft) aus der Reichsmusikkammer ausgeschlossen. Daraufhin wurde ihre Stellung am Vogtschen Konservatorium am 4. September 1935 fristlos gekündigt. Auch die Ausbildung ihrer privaten Schüler wurde ihr untersagt. Zu diesen gehörte beispielsweise der spätere Rabbiner Zev Gotthold, der 1936 emigrierte.
Aufgrund dieses Berufsverbots zog sie sich ins Privatleben zurück. Bei Hauskonzerten konzertierte sie oft mit der Hamburger Komponistin und Pianistin Ilse Fromm-Michaels und musizierte für die Familie und den Freundeskreis, wobei sie als Pianistin Werke von Frédéric Chopin spielte oder Lieder von Franz Schubert vortrug, bei denen sie sich selbst begleitete. Die nun frei gewordene Zeit füllte sie durch das Studium des Griechischen oder die Auffrischung ihrer Englischkenntnisse.
Ihr Bruder Hans Heinrich Bernstein (1898–1980) war bereits im Jahr 1933 in die Vereinigten Staaten ausgewandert, die Familie Hauptmann wollte jedoch Deutschland nicht verlassen und blieb in Hamburg. Als Schwiegertochter Gerhart Hauptmanns blieb sie weitgehend unbehelligt, während ihre Mutter am 25. Juni 1942 ins Ghetto Theresienstadt deportiert wurde. Gegen Ende des Kriegs musste Eva Hauptmann Zwangsarbeit beim Schneider Max Scheelke leisten, wo sie ab April 1944 unter mangelhaften Arbeitsbedingungen Wehrmachtsuniformen, Kostüme und Mäntel nähte.

### Nachkriegszeit und Lehrtätigkeit
Die Hauptmanns waren während der Kriegsjahre in Hamburg geblieben. Nachdem der Zweite Weltkrieg beendet war, kehrte auch ihre Mutter Elsa Bernstein, die das Ghetto überlebt hatte, dorthin zurück. Eva Hauptmann gab Unterricht an der Schule für Musik und Theater, der Nachfolgeorganisation des Vogtschen Konservatoriums. Als diese Einrichtung im Jahr 1950 in eine staatliche Musikhochschule umgewandelt wurde, betätigte sie sich zunächst als Dozentin der Ausbildungsklasse und wurde dann 1955 zur Professorin ernannt. Zahlreiche bekannte Musiker erhielten bei ihr Unterricht, so beispielsweise Thomas Brandis, Christoph Eschenbach, Justus Frantz, Bernhard Gmelin oder Andreas Röhn. Einem von ihr in den 1950er Jahren gestellten Antrag auf Wiedergutmachung wurde stattgegeben. 1970 schied Hauptmann im Alter von 76 Jahren aus dem Hochschuldienst aus.
Ehrung
Zum 100. Geburtstag Eva Hauptmanns 1994 widmete die Hochschule für Musik und Theater Hamburg in Zusammenarbeit mit dem Norddeutschen Rundfunk ihrer ehemaligen Violinprofessorin ein Gedächtniskonzert.